# زمان الوصل (صحيفة)
زمان الوصل هي صحيفة إلكترونية سورية معارضة للنظام السوري ومؤيدة للثورة السورية، أسسها فتحي إبراهيم بيوض التميمي سنة 2005 في مدينة حمص.

## تسريبات زمان الوصل
نشرت صحيفة زمان الوصل الكثير من التسريبات التي فضحت جرائم النظام السوري، منها:
- 2056 صورة من صور قيصر التي بلغ عددها 55 ألف صورة تظهر جثث معتقلين قتلوا تحت التعذيب في سجون النظام السوري[2]
- قائمة تتضمن 8000 اسم لمعتقلين قتلوا تحت التعذيب في سجون النظام السوري[3]

- فيديو يظهر قيام عناصر من القوات المسلحة السورية بحرق جثث المعتقلين ودفنها في مقبرة جماعية[4]

- قائمة تضم 1.5 مليون اسم لأشخاص مطلوبين للنظام السوري [5]

زمان الوصل أكدت رسمية ومصداقية البيانات المسربة والمدرجة في موقعها والمستمدة حرفيا من وثائق ولوائح رسمية

## وصلات خارجية
- الموقع الرسمي
- زمان الوصل  على فيسبوك.